# Наланкіллі
Наланкіллі — один із тамільських царів з ранніх Чола. Згадується у контексті громадянської війни між ним та іншим Чола — Недункіллі.